# Mostostal Warszawa
Mostostal Warszawa ist ein polnisches Bauunternehmen mit Sitz in Warschau. Die Unternehmensgruppe ist im allgemeinen Bauwesen sowie im Hoch- und Tiefbau tätig. Das Unternehmen ist eine Aktiengesellschaft und seit 1993 an der Warschauer Wertpapierbörse notiert.

## Geschichte
Das Unternehmen wurde als Teil der Mostostal-Vereinigung im Jahr 1951 mit Sitz in Warschau gebildet. 1973 begann man mit Bauprojekten außerhalb Polens. 1991 wurde das Unternehmen privatisiert und 1993 an die Börse gebracht. 1994 wurde die Unternehmensgruppe Mostostal Warszawa gebildet. 1999 erwarb die spanische Acciona die Mehrheit an dem Unternehmen.

## Unternehmensstruktur
Mostostal Warszawa ist die Muttergesellschaft einer Unternehmensgruppe. Zu dieser Gruppe gehören die Unternehmen:
- AMK Kraków S.A. (Design und Ingenieurswesen)
- Mostostal Kielce S.A. (Stahlbau)
- Mostostal Płock S.A. (Spezialbau)

## Anteilseigner
Die Anteilseigner an der Mostostal Warszawa S.A. (Stand 2020) sind:
| Name                 | Anteil in % |
| -------------------- | ----------- |
| Acciona              | 62,1        |
| PZU OFE Złota Jesień | 19,1        |
| Streubesitz          | 18,8        |

## Projekte
An den folgenden Projekt ist/war das Unternehmen beteiligt (Auswahl).
| - Polnische Autobahn A1: Abschnitt Pyrzowice – Piekary Śląskie - Hotelkomplex in Gdynia - Sanierung der Straßenbahn in Szczecin - Universitätsbibliothek in Kattowitz | - Trinkwasserpumpstation in Prag - Brücke Rędziński in Breslau im Verlauf der polnischen Autobahn A8 - Renovierung des „Haus der Presse“ in Kattowitz |